# Тони Мартин
Тони Мартин (њем. Tony Martin; Котбус, 23. април 1985.) бивши је њемачки професионални бициклиста који је последње возио за холандски професионални тим Јумбо—визма. Четвороструки је свјетски шампион у вожњи на хронометар, а поред златних, освојио је једну сребрну и двије бронзане медаље у вожњи на хронометар, као и златну и сребрну медаљу у мјешовитом екипном хронометру. Такође, освојио је сребрну медаљу у вожњи на хронометар на Олимпијским играма 2012. гдје је завршио иза Бредлија Вигинса, док је десет пута освојио првенство Њемачке у вожњи на хронометар, од чега девет пута заредом. Освојио је три пута Тур оф Белгијум трку, два пута Волта ао Алгарве, док је по једном освојио Енеко Тур и Париз—Ницу. Као члан тима Квик-степ, три пута је освојио Свјетско првенство у екипном хронометру, уз једну сребрну и једну бронзану медаљу. На Тур де Франсу остварио је пет етапних побједа, од чега три на хронометру, док је остварио двије етапне побједе на Вуелта а Еспањи.
Бициклизмом је почео да се бави у дјетињству, а са 18 година, освојио је првенство Њемачке у вожњи на хронометар. Професионалну каријеру почео је 2008. године, у тиму Хајроад, када је остварио неколико побједа на хронометру и завршио је на седмом мјесту на Свјетском првенству у вожњи на хронометар. Године 2009. освојио је брдску класификацију на Париз—Ници, након чега је завршио на другом мјесту на Тур де Свису, гдје је такође освојио брдску класификацију, уз једну етапну побједу. На Тур де Франсу, носио је бијелу мајицу, за лидера у класификацији за најбољег младог возача, на 12 етапа, док је завршио на другом мјесту на етапи 20, на Мон Вантуу и добио је награду за најагресивнијег возача на етапи. На крају сезоне, завршио је на трећем мјесту на Свјетском првенству у вожњи на хронометар.
Године 2010. освојио је првенство Њемачке у вожњи на хронометар и Енеко Тур, док је носио бијелу мајицу на Тур де Франсу на три етапе и завршио је на трећем мјесту на Свјетском првенству у вожњи на хронометар. Године 2011. освојио је Волта ао Алгарве трку и Париз—Ницу, док је Тур де Романди завршио на другом мјесту, након чега је остварио по једну етапну побједу на Тур де Франсу и Вуелта а Еспањи. На крају сезоне, освојио је Свјетско првенство у вожњи на хронометар и Хроно дес нејшонс. Године 2012. тим ХТЦ се угасио и прешао је у белгијски тим Омега фарма—Квик-степ. Освојио је Тур оф Белгијум, уз једну етапну побједу, док је Волту ао Алгарве завршио на другом мјесту, а Вуелта ал Паис Баско на петом. Током љета, освојио је првенство Њемачке у вожњи на хронометар по други пут, након чега је освојио сребрну медаљу на Олимпијским играма, док је у финишу сезоне освојио Тур оф Пекинг, Свјетско првенство у вожњи на хронометар по други пут, екипни хронометар на Свјетском првенству и Хроно дес нејшонс.
Године 2013. освојио је Тур оф Белгијум, Волту ао Алгарве, првенство Њемачке у вожњи на хронометар по трећи пут, Свјетско првенство у вожњи на хронометар по трећи пут и екипни хронометар по други пут, док је остварио једну етапну побједу на Тур де Франсу, а током једне етапе на Вуелта а Еспањи, био је у бијегу цијелу етапу и достигнут је на 100 метара до циља. Године 2014. освојио је Тур оф Белгијум трећу годину заредом, након чега је остварио двије етапне побједе на Вуелти ал Паис Баско, док је Тур де Свис завршио на четвртом мјесту, уз двије етапне побједе. Током љета, освојио је првенство Њемачке у вожњи на хронометар по четврти пут, након чега је остварио двије етапне побједе на Тур де Франсу и једну на Вуелта а Еспањи, а завршио је на другом мјесту на Свјетском првенству у вожњи на хронометар и на трећем мјесту на екипном хронометру. Године 2015. остварио је по једну етапну побједу на Волти ао Алгарве и Тур де Романди трци, након чега је освојио првенство Њемачке у вожњи на хронометар по пети пут и остварио је једну етапну побједу на Тур де Франсу, гдје је носио жуту мајицу на три етапе. На крају сезоне, Свјетско првенство у вожњи на хронометар завршио је на седмом мјесту, док је екипни хронометар завршио на другом мјесту. Године 2016. освојио је првенство Њемачке у вожњи на хронометар по шести пут, док је добио награду за најагресивнијег возача на етапи 16 на Тур де Франсу. На крају сезоне, освојио је Свјетско првенство у вожњи на хронометар по четврти пут, чиме се изједначио са Фабијаном Канчеларом, док је освојио и екипни хронометар са тимом Квик-степ.
Године 2017. прешао је у Каћушу. Освојио је првенство Њемачке у вожњи на хронометар по седми пут, док је Тур оф Белгијум завршио на трећем мјесту, а Свјетско првенство у вожњи на хронометар на деветом мјесту. Године 2018. освојио је првенство Њемачке у вожњи на хронометар по осми пут, док је Свјетско првенство у вожњи на хронометар завршио на осмом мјесту.
Године 2019. прешао је у Јумбо—визму. На почетку сезоне, остварио је побједу на екипном хронометру на УАЕ Туру, након чега је освојио првенство Њемачке у вожњи на хронометар по девети пут и остварио побједу на екипном хронометру на Тур де Франсу. На крају сезоне, Свјетско првенство у вожњи на хронометар завршио је на деветом мјесту, док је завршио на другом мјесту на мјешовитом хронометру. Сезона 2020. је била прекинута од марта до августа због пандемије ковида 19, првенство Њемачке није вожено и завршио је сезону без побједе. Године 2021. освојио је првенство Њемачке у вожњи на хронометар по десети пут, док је у финишу сезоне освојио мјешовити хронометар на Свјетском првенству, а вожњу на хронометар завршио је на шестом мјесту. На крају сезоне, завршио је каријеру.

## Дјетињство и јуниорска каријера
Тони Мартин рођен је у Котбусу, Источна Њемачка. Са породицом је побјегао из Источне Њемачке мало прије пада Берлинског зида и пропасти комунистичке Источне Европе. У источни дио Њемачке вратио се да би похађао спортску школу у Ерфурту.
Године 2003. освојио је првенство Њемачке у вожњи на хронометар за јуниоре, док је 2004 освојио првенство Њемачке на писти, у дохватној вожњи екипно, заједно са Сашом Дамровим, Јенсом Леманом и Кристијаном Бахом.. Побиједио је на четвртој етапи на Ђиро дела Ређиони трци, испред Михаела Мука и Здењека Штибара, док је на шестој етапи побиједио 11 секунди испред Руија Фелипеа Гомеша и 22 секунде испред Роберта Хесинка. Трку је завршио на 16 мјесту у генералном пласману, два и по минута иза Луиђија Сестила. У јулу возио је Европско првенство за возаче до 23 године, гдје је хронометар завршио на шестом мјесту, минут и три секунде иза Дмитрија Грабовског. Друмску трку завршио је на 26 мјесту, у групи која је на циљ стигла 39 секунди иза Рабона Франтишека. Сезону је завршио на Тур де’л Авенир трци, у септембру. Хронометар на петој етапи завршио је на десетом мјесту, минут и десет секунди иза Кристијана Милера. Трку је напустио након девете етапе, коју је завршио на 99 мјесту.
Сезону 2006 почео је на Ђиро дел Мендризиото класику, који је завршио на 53 мјесту, три минута и 50 секунди иза Леонарда де Паолија. У мају возио је Тиринген—Рундфарт трку, гдје је прву етапу завршио на другом мјесту, секунду иза Едвалда Босон Хагена. Хронометар на трећој етапи завршио је на четвртом мјесту, 19 секунди иза Ларса Бума, док је последњу, пету етапу завршио 34 секунде иза Босон Хагена, али испред Вилијама Валкера и освојио је трку 51 секунду испред Валкера. У јуну освојио је првенство Њемачке у вожњи на хронометар за возаче до 23 године, минут испред Доминика Ролса, након чега је возио на Европском првенству, гдје је хронометар завршио на 24 мјесту, два минута иза Дмитрија Грабовског. Два дана касније возио је друмску трку. Био је дио седмочланог бијега који је стигао на циљ испред групе; завршио је на шестом мјесту у спринту. На крају сезоне возио је друмску трку за возаче до 23 године на Свјетском првенству, коју је завршио на 102 мјесту, четири минута иза Гералда Циолека, који је освојио првенство побједом у спринту.
Сезону 2007 почео је на класику Гран при де Варегем, који је завршио на 60 мјесту. У априлу возио је Сиркуит дес Арденс трку, гдје је побиједио на првој етапи, девет секунди испред Жерома Копела. Крајем маја, освојио је ФБД Инсурјенс Рас трку у Републици Ирској, 17 секунди испред Пајди Обрајен|Пајдија Обрајена]]. У јуну, возио је Тиринген—Рундфарт, гдје је побиједио на првој етапи, секунду испред главне групе. Хронометар на другој етапи завршио је на 26 мјесту, 35 секунди иза Кинга Метјуза. Другим мјестом на последњој, петој етапи, коју је завршио осам секунди иза Матијаса Франка, завршио је трку на другом мјесту у генералном пласману, двије секунде иза Франка.  У септембру возио је Тур де’л Авенир, гдје је хронометар на петој етапи завршио на четвртом мјесту. Захваљујући трећем мјесту на последњој, десетој етапи, завршио је трку на другом мјесту у генералном пласману. Сезону је завршио на Свјетском првенству, гдје је возио друмску трку за возаче до 23 године, коју је завршио на 40 мјесту у групном спринту.

## Професионална каријера

### 2008
Професионалну каријеру почео је 2008. године у тиму, ХТЦ—Хајџроад Сезону је почео на једнодневним тркама у Италији и Швајцарској, док је почетком марта возио трку у западној Фландрији, Дридагсе ван Вест Фландерен, коју је завршио на 37 мјесту. Крајем марта возио је Критеријум Интернасионал, гдје је хронометар на последњој, трећој етапи завршио на другом мјесту, седам секунди иза Едвалда Босон Хагена, док је трку завршио на 98 мјесту у генералном пласману, 17 минута иза Јенса Фогта. Прву побједу у професионалној каријери остварио је на класику Хел ван хет Мергеланд, у Холандији. Напао је заједно са сувозачем, Адамом Хансеном након 20 km од старта. На 10 km до циља, Хансен је имао дефект, а Мартин га је чекао, након чега су возили заједно до краја. Циљ су прошли држећи се за руке у ваздуху; Хансен је препустио побједу Мартину, док је трећепласирани Питер Јакобс завршио седам минута иза. Трка је требало да се заврши са два круга око Ејсдена, али је последњи круг отказан да Мартин и Хансен не би достигли другу групу за читав круг. Након побједе, Мартин је изјавио: „Адам је рекао да би ја требало да побиједим, након што сам га чекао кад је имао дефект. Веома сам срећан. Ово је моја прва побједа као члана про тур тима. Невјероватно“. Након класика у Белгији и Холандији, на којима није остварио запажен резултат, возио је Тур де Романди, гдје је пролог дуг 2 km на отварању завршио на 37 мјесту, четири секунде иза сувозача — Марка Кевендиша. Хронометар на трећој етапи завршио је на четвртом мјесту, 21 секунду иза Андреаса Кледена. Мартин је поставио најбоље вријеме, које је сат и по касније срушио Стеф Клемент. Трку је завршио на 94 мјесту у генералном пласману, 41 минут иза Кледена.
У мају, возио је свој први гранд тур — Ђиро д’Италију. Ђиро је стартовао екипним хронометром, који је ХТЦ завршио на трећем мјесту, седам секунди иза тима Слипстрим. На другој етапи изгубио је 11 минута, док је хронометар на десетој етапи завршио на 20 мјесту, два минута иза Марција Брусегина. До краја Ђира вожена су још два хронометра. Брдски хронометар дуг 12,5 km на етапи 16 завршио је на 95 мјесту, шест и по минута иза побједника — Франка Пелицотија, док је хронометар на последњој етапи завршио на другом мјесту, седам секунди иза сувозача — Марка Пинотија и Ђиро је завршио на 128 мјесту у генералном пласману, од 141 возача, три сата и 39 минута иза Алберта Контадора, који је освојио трку. Сезону је наставио на Стар Електротер трци у Холандији, гдје је побиједио на прологу дугом 6 km на отварању, двије секунде испред Николаја Трусова. На наредним етапама губио је вријеме и трку је завршио на 116 мјесту у генералном пласману, 22 минута иза Енрика Гаспарота. Крајем јуна возио је национално првенство, на којем је хронометар завршио на трећем мјесту, иза Петера Грабша и Стефана Шумахера, док је друмску трку завршио на 14 мјесту, у групи која је на циљ дошла минут и 43 секунде иза побједника — Фабијана Вегмана. Сашен Тур завршио је на трећем мјесту у генералном пласману, 25 секунди иза Грабша и секунду иза Мајкла Роџерса, након чега је остварио побједу на хронометру на трећој етапи Тур дел Аин трке, гдје је тријумфовао седам секунди испред сувозача — Линуса Гердемана.
У августу, возио је Дојчланд Тур, гдје је побиједио на хронометру на последњој, осмој етапи, 34 секунде испред Грабша и трку је завршио на 50 мјесту у генералном пласману, 28 минута иза Гердемана. Сезону је наставио на Тур де Полоње трци. На шестој етапи отишао је у бијег, заједно са још шест возача. Мартин је напао из бијега и возио соло до 20 km до циља, када га је достигао Јенс Фогт, који је претходно напао из главне групе. Мартин није могао да га прати и завршио је на другом мјесту, 47 секунди иза Фогта, након чега је напустио трку и није стартовао последњу етапу. На Свјетском првенству возио је хронометар, који је завршио на седмом мјесту, минут и 16 секунди иза Грабша, који је освојио прву титулу свјетског шампиона. Сезону је завршио на класицима у Француској; Париз Тур у октобру завршио је на 136 мјесту, док је побиједио Филип Жилбер, који је тако остварио прву велику побједу на класицима.

### 2009
Сезону 2009 почео је на класику у Шпанији, Трофео Сала Милор, који је завршио на 154 мјесту, скоро три минута иза главне групе, коју је одспринтао Роби Макјуен. Крајем фебруара возио је Волта ао Алгарве трку у Португалији, гдје је хронометар на четвртој етапи завршио на шестом мјесту, минут и четири секунде иза Алберта Контадора. Завршио је на седмом мјесту у генералном пласману, два минута иза Контадора, који је освојио трку. Почетком марта возио је Класик Алмерија. Због јаког вјетра група се раздвијила, тим Колумбија хајџроад је имао седморицу у првој групи од 25 возача, који су повећавали предност. Микаел Албасини је изашао на чело на 700 метара до циља, у припреми спринта за Грега Хендерсона; Мартин је преузео на 400 метара до циља, а на 200 метара Хендерсон је почео да спринта и побиједио је, док је Мартин завршио на седмом мјесту. Сезону је наставио на Париз—Ници, гдје је пролог на отварању завршио на четвртом мјесту, 11 секунди иза Алберта Контадора, док су Бредли Вигинс и Луис Леон Санчез завршили на другом и трећем мјесту. На петој етапи напао је након 13 km, пратили су га Жереми Роа и Томас Воклер. На етапи је вожено седам успона, а Мартин је прошао први преко сваког успона и узео максималан број бодова. У последњих 25 km вожено је неколико кругова, Мартин и Воклер су више пута нападали, али нису успјели да се одвоје; Роа је напао на 7 km до циља, Мартин и Воклер су се гледали, очекивајући да ће овај други кренути у потјеру, док је Роа направио предност и остварио прву побједу у каријери. Мартин је завршио на трећем мјесту, три секунде иза Рое и преузео је вођство у брдској класификацији. Након етапе, спортски директор тима Колумбија хајџроад, Брајан Холм, изјавио је: „он није Ришар Виренк, али може да се пење прилично добро“. Последњу етапу завршио је у групи која је на циљ стигла 13 минута иза побједника — Антонија Колома и трку је завршио на 85 мјесту у генералном пласману, сат и осам минута иза Луиса Леона Санчеза, док је освојио брдску класификацију, седам бодова испред Контадора.
Прву побједу у сезони остварио је на хронометру на трећој етапи Критеријума Интернасионал, гдје је побиједио шест секунди испред Вигинса, док је трку завршио на 60 мјесту у генералном пласману, седам минута иза Јенса Фогта. Средином априла возио је Арденске класике, на којима није био успјешан, након чега је возио Тур де Романди. Пролог дуг 3 km на отварању завршио је на 12 мјесту, пет секунди иза Франтишека Рабона. Прва етапа скраћена је са 176 на 87 km због снијега. Мартин је напао у финишу из главне групе и завршио на четвртом мјесту, 28 секунди иза Рикарда Серана, који је побиједио у спринту из трочланог бијега. На трећој етапи вожен је екипни хронометар, на којем је побиједио тим Колумбија хајџроад, захваљујући чему је дошао до трећег мјеста у генералном пласману, осам секунди иза сувозача, Франтишека Рабона. На четвртој етапи, Рабон је отпао на другом успону, након чега је Мартин био лидер тима. Завршио је на 15 мјесту, минут и 24 секунде иза Романа Кројцигера, који је побиједио и преузео жуту мајицу, док је Мартин пао на осмо мјесто у генералном пласману. Последња етапа била је спринтерска, Мартин је завршио на шестом мјесту и завршио је трку на осмом мјесту у генералном пласману, минут и осам секунди иза Кројцигера, који је освојио трку.
Крајем маја возио је Бајерн—Рундфарт, гдје је побиједио на хронометру на четвртој етапи, 25 секунди испред Грабша. Последња етапа била је спринтерска, радио је за сувозача, Андреа Грајпела, који је побиједио, док је Мартин завршио на 25 мјесту и завршио је на 29 мјесту у генералном пласману, 24 минута иза Линуса Гердемана. Сезону је наставио на Тур де Свис трци, гдје је пролог дуг 7,8 km на отварању завршио на петом мјесту, 31 секунду иза Фабијана Канчеларе. Након успјешног бијега на четвртој етапи, на којој је Мати Брешел побиједио, лидерску мајицу преузео је Тадеј Ваљевец, који је завршио трећи на етапи, док је Мартин пао на 12 мјесто у генералном пласману, 54 секунде иза, а преузео је вођство у брдској класификацији. На петој етапи, на циљ је стигла група од 15 возача, Мартин је завршио на 15 мјесту у спринту и дошао је до шестог мјеста у генералном пласману. На осмој етапи напао је у финишу и побиједио Дамијана Кунега у спринту. Мартин је тако остварио шесту побједу за тим на осам етапа и дошао до четвртог мјеста у генералном пласману, 39 секунди иза Ваљевеца. Хронометар на последњој етапи, завршио је на другом мјесту, минут и 27 секунди иза Канчеларе и завршио је трку на другом мјесту у генералном пласману, два минута и двије секунде иза Канчеларе. Освојио је брдску класификацију, 36 бодова испред Максима Иглињског. Крајем јуна возио је првенство Њемачке у вожњи на хронометар, које је завршио на другом мјесту, 11 секунди иза Грабша.
Сезону је наставио на Тур де Франсу, гдје је пролог на отварању завршио на осмом мјесту, 33 секунде иза Канчеларе. На трећој етапи, Колумбија хајџроад је возила пуним темпом и на 32 km до циља група се раздвијила. У првој групи остало је 25, возача, Марк Кевендиш је побиједио у спринту, Мартин је завршио на 15 мјесту и дошао до другог мјеста у генералном пласману, 33 секунде иза Канчеларе, док је преузео бијелу мајицу, за лидера класификације за најбољег младог возача. Прву брдску, седму етапу, завршио је на 15 мјесту, у групи са највећим фаворитима за освајање Тура, и пао је на седмо мјесто у генералном пласману, минут иза Риналда Ночентинија, који је преузео жуту мајицу испред Алберта Контадора и Ленса Армстронга; у класификацији младих возача имао је 49 секунди предности испред Андија Шлека. На етапи 15, Контадор и Анди Шлек су доминирали, Мартин је завршио на 12 мјесту, два минута иза Контадора и пао је на осмо мјесто у генералном пласману, док је изгубио бијелу мајицу од Андија Шлека, за којим је заостајао 41 секунду. На етапи 16 изгубио је 16 минута и испао из генералног пласмана. Хронометар на етапи 18 завршио је на 11 мјесту, минут иза Контадора, који је побиједио три секунде испред Канчеларе. На етапи 20, отишао је у бијег заједно са још 15 возача; Мартин је био најбоље пласирани у генералном пласману од возача из бијега, 55 минута иза Контадора, због чега их је главна група пустила и стекли су девет минута предности током етапе. На почетку успона Мон Ванту, на 17 km до циља, Хуан Мануел Гарате је напао, пратили су само Мартин и Кристоф Риблон. На 10 km до циља, Риблон је отпао, док су Гарате и Мартин имали два минута предности испред групе жуте мајице, гдје је Анди Шлек напао и подијелио групу. У самом финишу, Гарате је напао и побиједио, док Мартин није могао да га прати и завршио је три секунде иза; Анди Шлек је завршио трећи, 38 секунди иза Гаратеа. Последња етапа је била спринтерска, тим је радио за Кевендиша, који је остварио шесту побједу на Туру. Мартин је завршио на 36 мјесту у генералном пласману, 55 минута иза Контадора, који је освојио Тур де Франс други пут.
У августу возио је Енеко Тур, гдје је пролог на отварању завршио на 16 мјесту, седам секунди иза Силвана Шаванела. Хронометар на последњој, седмој етапи, завршио је на 12 мјесту, 30 секунди иза Босон Хагена и завршио је на 68 мјесту у генералном пласману, 34 минута иза Босон Хагена, који је освојио прву етапну трку у каријери. Сезону је завршио на Свјетском првенству, гдје је у вожњи на хронометар освојио бронзану медаљу; завршио је два и по минута иза Канчеларе, који је освојио првенство трећи пут, док је Густав Ларсон завршио на другом мјесту. Возио је и друмску трку, али је није завршио, док је првенство освојио Кадел Еванс.

### 2010
Сезону 2010 почео је на класику у Шпанији, Трофео Сала Милор, који је завршио на 146 мјесту, минут и 51 секунду иза главне групе, коју је одспринтао Оскар Фреире. Крајем фебруара возио је Вуелта а Алдалусија Рута дел Сол трку, гдје је хронометар на четвртој етапи завршио на трећем мјесту, седам секунди иза Алекса Расмусена.
 Завршио је на 24 мјесту у генералном пласману, шест минута иза сувозача — Мајкла Роџерса, који је освојио трку. Пролог на Париз—Ници завршио је на 65 мјесту, 41 секунду иза Ларса Бума. На трећој етапи, напао је на последњем успону, али су остали пратили. Николас Роуч је напао на спусту, Мартин је пратио и одвојила се група од шест возача, гдје су још били Алберто Контадор, Хоаким Родригез, Петер Саган и Јенс Фогт. Мартин је завршио пети у спринту, док је Саган остварио прву побједу у каријери. Трку је напустио током последње, седме етапе. Крајем марта возио је Вуелта а Каталуњу, гдје је пролог на отварању завршио на 64 мјесту, 16 секунди иза Пола Воса, који је остварио прву побједу у каријери. У наставку трке није остварио значајне резултате и завршио је на 93 мјесту у генералном пласману, 34 минута иза Хоакима Родригеза. Сезону је наставио на Арденским класицима, на којима је најбољи резултат остварио на Флеш Валону, гдје је завршио на 52 мјесту, у групи која је на циљ стигла 56 секунди иза Еванса, који је одспринтао Родригеза и Контадора на циљу.
Прву побједу у сезони остварио је на хронометру на седмој етапи Тур оф Калифорнија трке, гдје је побиједио 23 секунде испред Роџерса. Завршио је на 17 мјесту у генералном пласману, шест минута иза сувозача — Мајкла Роџерса, који је освојио трку. У јуну возио је Тур де Свис трку, гдје је пролог на отварању завршио на трећем мјесту, три секунде иза Канчеларе. На трећој етапи, Мартин је возио пуним темпом на 5 km до циља, група се раздвојила; завршио је на десетом мјесту и преузео је жуту мајицу секунду испред Канчеларе. Побиједио је на хронометру на последњој етапи, 17 секунди испред Канчеларе и трку је завршио на шестом мјесту у генералном пласману, 27 секунди иза Френка Шлека, који је освојио трку 12 секунди испред Ленса Армстронга. Крајем јуна, освојио је првенство Њемачке у вожњи на хронометар по први пут, 37 секунди испред сувозача из ХТЦ Колумбије — Петера Грабша. Возио је и друмску трку, коју је завршио на четвртом мјесту, минут и 36 секунди иза Кристијана Кнеса, који је тријумфовао из бијега.
Сезону је наставио на Тур де Франсу, гдје је пролог на отварању завршио на другом мјесту, десет секунди иза Канчеларе, који је узео жуту мајицу. Силван Шаванел је преузео вођство након побједе на другој етапи, гдје је тријумфовао из бијега, три минута испред главне групе, због чега је Мартин пао на треће мјесто у генералном пласману. Трећа етапа вожена је по секцијама калдрме. На 50 km до циља, Канчелара је предводио браћу Шлек, пратили су Кадел Еванс, Рајдер Хеседал и Герент Томас, Мартин је остао иза и етапу је завршио два минута и 25 секунди иза, због чега је пао на 21 мјесто у генералном пласману, док је Канчелара преузео жуту мајицу. На првој брдској, седмој етапи, изгубио је 19 минута и испао из генералног пласмана, док је Шаванел побиједио на етапи и преузео жуту мајицу. Хронометар дуг 52 km, на етапи 19, завршио је на другом мјесту, 17 иза Канчеларе. Завршио је Тур на 134 мјесту, три и по сата иза побједника — Алберта Контадора.
У августу возио је Енеко Тур, гдје је пролог на отварању завршио на седмом мјесту, седам секунди иза Свејна Туфта.На трећој етапи, Кос Муренхаут је напао на 32 km до циља, пратио је Мартин и брзо су стекли предност. Дошли су на циљ минут и 24 секунде испред групе, Муренхаут је побиједио у спринту, док је Мартин преузео лидерску позицију, десет секунди испред Муренхаута. На хронометру на последњој етапи побиједио је шест секунди испред Мартина Тјалингија и освојио је прву етапну трку у каријери. Сезону је завршио на Свјетском првенству, гдје је освојио бронзану медаљу у вожњи на хронометар другу годину заредом; завршио је минут и 12 секунди иза Фабијана Канчеларе, који је постао први возач који је освојио Свјетско првенство у вожњи на хронометар четири пута, и десет секунди иза Дејвида Милара, који је освојио сребрну медаљу. Четири дана касније, возио је друмску трку, али је није завршио, док је првенство освојио Тор Хусховд.

### 2011
Сезону 2011 почео је на класику Челенџ Мајорка, који се састоји од четири класика. Први, Трофео Сала Милор, завршио је на 184 мјесту, од 187 возача колико их је завршило, минут и 28 секунди иза главне групе, коју је одспринтао Тајлер Фарар. Четврти класик, Трофео Деиа, завршио је на петом мјесту у групном спринту, на којем је побиједио Хосе Хоакин Рохас. Крајем фебруара возио је Волта ао Алгарве трку у Португалији. На трећој етапи, Стивен Камингс је напао на последњем успону, пратили су Мартин, Тиџеј ван Гардерен, Контадор и Рејн Тарамаје. Камингс је побиједио у спринту и преузео лидерску мајицу, док је Мартин петим мјестом на етапи дошао до трећег мјеста у генералном пласману.Побиједио је на хронометру на последњој етапи, пет секунди испред Лиувеа Вестре и освојио је трку, 32 секунде испред Ван Гардерена. Сезону је наставио на Париз—Ници, гдје је након спринтерских етапа, борба вођена на петој етапи. Тарамаје је напао на половини последњег успона, одвојила се група од осам возача, која је на спусту до циља направила предност од 18 секунди. Мартин је завршио на четвртом мјесту у спринту и дошао је до четвртог мјеста у генералном пласману, десет секунди иза Андреаса Кледена. Побиједио је на хронометру на шестој етапи, 20 секунди испред Бредлија Вигинса и преузео је жуту мајицу, 36 секунди испред Кледена. На седмој етапи, Реми ди Грегорио је напао на 13 km до циља и дошао до соло побједе. Мартин и Кледен су маркирали један другог и завршили су седам секунди иза.  На последњој етапи, тријумфовао је Воклер из бијега, док је Мартин завршио у групи и освојио је трку 36 секунди испред Кледена.
У априлу, возио је Вуелта ал Паис Васко трку, гдје је побиједио на хронометру на последњој, шестој етапи, девет секунди испред Кледена и трку је завршио на 107 мјесту у генералном пласману, 56 минута иза Кледена, који је освојио трку. Сезони је наставио на Тур де Романди трци, гдје је пролог на отварању завршио на 35 мјесту, осам секунди иза Хонатана Кастровијеха. Хронометар на четвртој етапи завршио је на петом мјесту, 27 секунди иза Дејв Забриски Дејва Забриског и дошао је до другог мјеста у генералном пласману, 18 секунди иза Еванса, секунду испред Александра Винокурова. Последња етапа била је равна, Бен Свифт је побиједио у спринту; није било промјена у генералном пласману и Мартин је завршио на другом мјесту. У јуну, возио је Критеријум ди Дофине по први пут. Пролог на отварању завршио је на 34 мјесту, 17 секунди иза Ларса Бума. Након двије етапе на којима је изгубио десет минута, побиједио је на хронометру у Греноблу на трећој етапи, 11 секунди испред Вигинса, који је преузео вођство у генералном пласману. У наставку је губио вријеме и завршио је на 37 мјесту у генералном пласману, 28 минута иза Вигинса, који је освојио трку. Првенство Њемачке у вожњи на хронометар завршио је на другом мјесту, иза сувозача из ХТЦ-а — Берта Грабша. Возио је и друмску трку, који је завршио на 68 мјесту, седам минута иза Роберта Вагнера, који је побиједио у спринту.
У јулу, возио је Тур де Франс. Екипни хронометар на другој етапи, ХТЦ је завршио на петом мјесту, пет секунди иза тима Сервело. Прву брдску, осму етапу завршио је у групи од 20 возача која је на циљ стигла 15 секунди иза Руија Косте, који је побиједио из бијега; Мартин је дошао до седмог мјеста у генералном пласману, 13 секунди иза Тора Хусховда. На деветој етапи побиједио је Луис Леон Санчез, док је Томас Воклер преузео жуту мајицу. Мартин је завршио на осмом мјесту, у групи која је на циљ стигла четири минута иза Санчеза и Воклера и дошао је до шестог мјеста у генералном пласману. На етапи 12, првој чији је циљ био на успону, изгубио је девет минута и испао је из борбе за генерални пласман. На етапи 16 отишао је у бијег, заједно са још девет возача. На последњем успону, Рајдер Хеседал је напао и отишао соло, а Едвалд Босон Хаген и Тор Хусховд су га достигли на спусту. Хусховд је побиједио у спринту, док је Мартин завршио на четвртом мјесту, 38 секунди иза. Прву побједу на Тур де Франсу и прву побједу на некој гранд тур трци остварио је на хронометру на етапи 20, гдје је побиједио седам секунди испред Еванса, који је након етапе преузео жуту мајицу. На последњој етапи радио је за Кевендиша, који је остварио пету побједу и освојио класификацију по поенима, док је Мартин завршио на 42 мјесту у генералном пласману, сат и по иза Еванса.
Сезону је наставио на Вуелта а Еспањи, гдје је тим ХТЦ екипни хронометар на првој етапи завршио на трећем мјесту, али је Мартин завршио минут и 25 секунди иза. Побиједио је на хронометру на десетој етапи, 59 секунди испред Криса Фрума и минут и 22 секунде испред Вигинса. Вуелту је напустио након етапе 18, није стартовао етапу 19, са циљем да се припреми за Свјетско првенство.
> На Свјетском првенству, возио је и хронометар и друмску трку. Вожњу на хронометар стартовао је са претпоследњег мјеста, док је последњи стартовао Канчелара. Поставио је најбоље вријеме на сваком пролазном циљу, а током вожње је обишао двојицу возача који су стартовали прије њега: Дејвида Милара, који је стартовао минут и по прије њега и Михаила Игнатјева, који је стартовао три минута прије, док је дошао близу Тејлора Финија, који је стартовао четири и по минута прије њега. Побиједио је минут и 15 секунди испред Вигинса, док је Канчелара завршио додатних пет секунди иза, и освојио је прву титулу свјетског шампиона. Након побједе изјавио је: „у последњем километру био сам сигуран да ћу побиједити. Тако је добар осјећај. Остварење сна. То је невјероватно за мене. Дејвид је био један од фаворита и наравно када га обиђете и идете минут и по брже, морате да имате добру вожњу. Дао сам све од себе, тако да сам веома срећан. Био сам под притиском, али научио сам да радим под притиском“.” Четири дана касније, возио је друмску трку, гдје је радио за тимског лидера — Андреа Грајпела. Првенство је завршено групним спринтом, у којем је Марк Кевендиш побиједио и освојио прву златну медаљу за Уједињено Краљевство; Грајпел је завршио на трећем мјесту, док је Мартин завршио на 166 мјесту, у групи која је на циљ стигла осам минута касније.
У октобру возио је прво издање трке Тур оф Пекинг гдје је побиједио на хронометру на отварању, 17 секунди испред Милара.
 До краја су вожене спринтерске етапе, које је завршио у групи и освојио је трку, 17 секунди испред Милара. Сезону је завршио на хронометарској трци, Хроно дес натионс, која је насљедник трке Гранд при дес натионс, на којој је Жак Анкетил побиједио девет пута. Мартин је побиједио два минута испред Густава Ларсона. На крају године изгласан је за бициклисту године у Њемачкој, испред Дејвида Шнабела и Марсела Китела. На крају сезоне, тим ХТЦ се угасио, јер нису могли да нађу главног спонзора; Мартин је прешао у Омега Фарма Квик—Степ за 2012. годину.

### 2012
Пред почетак сезоне 2012, истакао је да су му главни циљеви Тур де Франс и златна медаља на Олимпијским играма у Лондону. Сезону је почео на класику Челенџ Мајорка, који се састоји од четири класика. Возио је трећи, Трофео Мигхорн, који је завршио на последњем, 181 мјесту, 11 минута иза Ендрјуа Фена, који је побиједио у спринту. У фебруару возио је Волта ао Алгарве трку. На трећој етапи, Ричи Порт је напао и дошао до соло побједе, док је Мартин завршио на деветом мјесту, 40 секунди иза. Хронометар на последњој, петој етапи, завршио је на другом мјесту, мање од секунде иза Вигинса и трку је завршио на другом мјесту у генералном пласману, 37 секунди иза Порта.
Сезону је наставио на Париз—Ници, гдје је пролог на отварању завршио на 28 мјесту, 25 секунди иза Густава Ларсона. Хронометар на последњој етапи завршио је на 25 мјесту, минут и 37 секунди иза Вигинса и трку је завршио на 62 мјесту у генералном пласману, 19 минута иза Вигинса. Почетком априла возио је Вуелта ал Паис Васко трку. На трећој етапи, Самуел Санчез је напао у финишу, пратили су Хоаким Родригез и Кристофер Хорнер; Санчез је побиједио у спринту, док је Мартин завршио у другој групи, 12 секунди иза и дошао је на десето мјесто у генералном пласману. Циљ четврте етапе био је на успону Алто де Ибардин, гдје је у последњих 500 метара било 18% нагиба. Родригез је побиједио испред Санчеза, док је Мартин завршио 21 секунду иза и пао је на 13 мјесто у генералном пласману. Хронометар на последњој, шестој етапи, завршио је на трећем мјесту, седам секунди иза Санчеза и трку је завршио на петом мјесту у генералном пласману, 54 секунде иза Санчеза, који је освојио Тур Баскије први пут у каријери.
Десетак дана прије почетка Тур де Романдије, ударио га је аутомобил током тренинга. Задобио је повреде очне дупље, рамена, браде и надлактице, али није морао на операцију. Сезону је наставио крајем маја, на Тур оф Белгијум трци. Прве три етапе биле су спринтерске, на којима је побиједио Грајпел, док је на четвртој етапи вожен хронометар, гдје је Мартин остварио прву побједу у сезони, 46 секунди испред Лиувеа Вестре и преузео је лидерску мајицу. Последњу, пету етапу, завршио је на седмом мјесту, осам секунди иза Карлоса Бетанкура, и освојио је трку 43 секунди испред Вестре. У јуну возио је Критеријум ди Дофине, гдје је пролог на отварању завршио на петом мјесту, пет секунди иза Лука Дарбриџа. Хронометар на четвртој етапи завршио је на другом мјесту, 34 секунде иза Вигинса и дошао је на друго мјесто у генералном пласману, 38 секунди иза Вигинса. На шестој етапи, отпао је на последњем успону, изгубио четири минута и пао на 14 мјесто у генералном пласману. На последњој, седмој етапи, изгубио је шест минута и трку је завршио на 23 мјесту у генералном пласману, десет минута иза Вигинса, који је освојио Дофине другу годину заредом. Крајем јуна освојио је првенство Њемачке у вожњи на хронометар по други пут, минут и 26 секунди испред Берта Грабша.
Сезону је наставио на Тур де Франсу, гдје је пролог на отварању у Лијежу завршио на 45 мјесту, након што је имао проблема са гумом. Завршио је 23 секунде иза Канчеларе, који је остварио пету побједу на прологу на Туру. Пао је током почетног дијела прве етапе, приликом чега је повриједио лакат и ручни зглоб. Мучио се током цијеле етапе да држи темпо, али је завршио у главној групи. Друга етапа била је спринтерска, Мартин и Луис Леон Санчез, који су се повриједили у падовима, возили су на зачељу већину времена и завршили су етапу четири минута иза главне групе. Прву брдску, седму етапу, завршио је пет минута иза Криса Фрума, Кадела Еванса и Бредлија Вигинса, који су одлучивали о етапној побједи у спринту. Хронометар на десетој деветој етапи завршио је на 12 мјесту, два минута иза Вигинса. Након хронометра напустио је Тур, није стартовао етапу 11, како би се опоравио од повреде и спремио за Олимпијске игре. прије почетка етапе 11, како би био уз жену пред рођење другог дјетета.
Бициклизам на Олимпијским играма почео је друмском трком, коју је Мартин возио, али је није завршио; трку је освојио Александар Винокуров.Четири дана касније, возио је хронометар. Стартовао је након Вигинса и на сваком пролазном циљу је имао све већи заостатак. Завршио је на другом мјесту и освојио сребрну медаљу, 42 секунде иза Вигинса, а 26 секунди испред Криса Фрума, који је освојио бронзану медаљу. Након трке, изјавио је: „Вигинс је био непобједив данас, поштујем то. Нико није могао да га побиједи данас, као што сам ја прошле године“. Сезону је наставио на Вуелта а Еспањи, гдје је екипни хронометар на старту, тим Омега Фарма завршио на другом мјесту, десет секунди иза Мовистара. На трећој етапи изгубио је шест минута и испао из борбе за генерални пласман, након чега је био у бијегу на четвртој етапи. Напао је на последњем успону, што је једино Сајмон Кларк могао да прати. У финишу, Кларк је одбио да прође на чело, Мартин је био испред до циља, након чега га је Кларк одспринтао и остварио прву побједу у каријери. Хронометар на етапи 11 завршио је на 11 мјесту, минут и 39 секунди иза побједника — Фредерика Кесјакофа, док је Вуелту напустио током етапе 20.
На Свјетском првенству, по први пут је вожен екипни хронометар, Мартин је био дио тима Омега Фарма Квик—Степа, који је освојио златну медаљу, три секунде испред БМЦ-а; поред њега чланови тима били су Том Бонен, Силван Шаванел, Питер Велиц, Ники Терпстра и Кристоф Вандевале. Три дана касније возио је хронометар. Након првог пролазног циља заостајао је четири секунди иза Тејлора Финија. На другом пролазном циљу, након 29 km имао је 13 секунди предности, док је Фини смањио на осам секунди на трећем пролазном циљу. Последњи километар вожен је успон са 5% просјечног нагиба; Мартин је успио да задржи предност и освојио је првенство другу годину заредом, пет секунди испред Финија. Током вожње, обишао је Алберта Контадора, који је стартовао два минута прије њега.  Након трке изјавио је: „након године са толико успона и падова и лоше среће, постојао је само један начин да учиним сезону добром и то сам урадио освајањем титуле данас. Након што сам поломио руку на првој етапи на Тур де Франсу, било је прилично тешко спремити се за Олимпијске игре, али носио сам се са ситуацијом добро и освојио сам сребрну медаљу у Лондону. То ми је пружило много самопоуздања“.
У октобру, возио је Тур оф Пекинг трку. На другој етапи, Данијел Мартин је напао на успону прве категорије — Мапакуан, пратили су Тони Мартин, Рајдер Хеседал, Риналдо Ночентини, Игор Антон, Том Јелте Слагтер и Стивен Кројсвајк; Тони Мартин је напао на успону на 25 km до циља и остварио соло побједу, 46 секунди испред групе и остварио прву друмску побједу након Тур де Свиса 2009. године. Преузео је лидерску мајицу, коју је сачувао до краја и освојио трку другу годину заредом. Сезону је завршио на Хроно дес натионс трци, на којој је побиједио, 41 секунду испред Шаванела.

### 2013
Сезону је као и претходне двије, почео на Челенџу Мајорка, гдје је возио три класика. Класик Мигхорн завршио је на 118 мјесту, у групи која је на циљ стигла три минута иза Лејта Хауарда. Трећи класик, Трофео Сера де Трамунтана, завршио је на осмом мјесту, минут и 13 секунди иза Валвердеа. Средином фебруара возио је Волта ао Алгарве трку у Португалији. На трећој етапи, Серхио Енао је напао на последњем успону, Мартин није могао да се задржи са возачима испред и завршио је на 11 мјесту, 18 секунди иза Енаа. Побиједио је на хронометру на последњој, четвртој етапи, минут и седам секунди испред Михала Квјатковског и освојио је трку другу годину заредом, 58 секунди испред Квјатковског. У марту, возио је Тирено—Адријатико, гдје је побиједио на хронометру на седмој етапи, шест секунди испред Адријана Малорија и трку је завршио на 29 мјесту у генералном пласману, 17 минута иза Винченца Нибалија.
Сезону је наставио на Вуелта ал Паис Васко трци, гдје је побиједио на хронометру на последњој, шестој етапи, 17 секунди испред Наира Кинтане, који је освојио трку, док је Мартин завршио на 60 мјесту у генералном пласману, 44 минута иза. Побједу је остварио и на Тур де Романди трци, гдје је такође побиједио на хронометру на последњој етапи, 15 секунди испред Малорија, док је трку завршио на 11 мјесту у генералном пласману, два минута и 41 секунду иза Фрума. У мају возио је Тур оф Белгијум, гдје је побиједио на хронометру на трећој етапи, 40 секунди испред Тома Димулена, наставивши тако низ побједа на сваком хронометру који је возио у сезони. Остале етапе биле су спринтерске и освојио је трку, 36 секунди испред Луиса Леона Санчеза. Побиједио је на хронометру и на Критеријуму ди Дофине, 47 секунди испред Роана Дениса, након чега је освојио првенство Њемачке у вожњи на хронометар по трећи пут, минут и по испред Патрика Гретша. Возио је и друмску трку на првенству Њемачке, али је завршио на 39 мјесту, минут и 55 секунди иза главне групе, коју је одспринтао Андре Грајпел.
У јулу возио је Тур де Франс. На првој етапи, аутобус тима Орика—Грин Еџ угасио се на линији циља, нису могли да га помјере, због чега је возачима јављено да ће циљ бити неколико километара прије. У самом финишу етапе, аутобус је помјерен и јављено је да ће циљ ипак бити гдје је планирано прије етапе, што је изазвало конфузију у групи и догодио се велики пад, у којем је учествовао и Тони Мартин, приликом чега је повриједио плућно крило. На етапама воженим по равном губио је вријеме, опорављао се од повреде и побиједио је на хронометру на етапи 11, 12 секунди испред Фрума. Мартин је рано поставио најбоље вријеме и четири сата је сидио у столици намијењеној за лидера. Фрум је стартовао последњи, био је бржи од Мартина на оба пролазна циља, али је у последњих 11 km изгубио 14 секунди и завршио је на другом мјесту. Након побједе Мартин је изјавио да се осјећао ужасно последњих пола сата, да није очекивао да ће се Фрум толико приближити, али да је срећан што је изгубио неколико секунди на крају. Побиједио је са просјечном брзином од 54.271 km/h (33.722 mph), што је у том тренутку био трећи најбрже одвезени хронометар на Туру у историји. На етапи 17 вожен је брдски хронометар, који је завршио на 27 мјесту, три минута иза Фрума. Завршио је на 106 мјесту у генералном пласману, три сата и пет минута иза Криса Фрума, који је освојио свој први Тур.
Сезону је наставио на Вуелта а Еспањи. На првој етапи вожен је екипни хронометар, који је Омега Фарма завршила на трећем мјесту, 16 секунди иза Астане. На шестој етапи, напао је на самом старту и био је у соло бијегу цијелу етапу — 175 km. Направио је седам минута предности, али је предност пала на минут на 20 km до циља. У последњих 10 km, више пута је његова предност падала испод десет секунди, али је он поново повећавао. Предност је имао и на 500 метара до циља, када је Фабијан Канчелара предводио групу и достигнут је на 100 метара до циља. Михаел Морков је побиједио у спринту, док је Мартин завршио на седмом мјесту. Након етапе изјавио је: „нисам могао да идем брже него што сам у последњих 200 метара“. Хронометар на етапи 11 завршио је на другом мјесту, 37 секунди иза Канчеларе, након чега је напустио напустио током етапе 15, како би се спремио за Свјетско првенство.
Свјетско првенство стартовао је на екипном хронометру, гдје је са тимом Омега Фарма Квик—Степ освојио другу златну медаљу заредом, мање од секунде иза Орике Грин Еџ. На хронометру био је фаворит за освајање треће титуле, док су му главни ривали били Канчелара, Бредли Вигинс и Тејлор Фини. Канчелара је био најбржи на првом пролазном циљу, након чега је Мартин убрзао и побиједио 46 секунди испред Вигинса, док је Канчелара завршио трећи, додатне двије секунде иза. У октобру возио је Тур оф Пекинг трку, на којој је вожена само једна брдска етапа, четврта. Данијел Мартин је напао на 5 km до циља и издвојила се група од 12 возача. Бенат Инчаусти је напао на 2 km до циља и остварио соло побједу, док је Тони Мартин завршио на шестом мјесту, 11 секунди иза. Трку је завршио на шестом мјесту у генералном пласману, 24 секунде иза Инчаустија. Сезону је завршио на трци на хронометар, Хроно дес натионс, коју је освојио трећу годину заредом, 14 секунди испред Густава Ларсона, остваривши 12 побједу у сезони. Еди Меркс је био специјални гост трке, на којој је честитао возачима на подијуму.
Након што је Фабијан Канчелара изјавио да ће можда пробати да обори рекорд на сат времена, Мартин је истакао да размишља о томе, изјавивши да би било лијепо освојити титулу најбржег човјека на свијету. По завршетку сезоне, отпутовао је у Хамбург на мању операцију ручног зглоба, који је повриједио у паду на Тур де Франсу 2012, али је могао да заврши сезоне 2012 и 2013, након чега се одлучио за операцију. Крајем децембра, Мартинов бијег на шестој етапи Вуелта а Еспање био је кандидат за најбољи тренутак године у анкети бициклистичког сајта Cyclingnews, гдје је заузео пето мјесто, са 2,318 гласова, док је за најбољи тренутак године проглашено освајање Вуелте Кристофера Хорнера.

### 2014
Сезону 2014 почео је на Дубаи Тур трци, која је одржана по први пут. Хронометар на првој етапи завршио је на четвртом мјесту, 22 секунди иза Тејлора Финија. Трка је завршена испред Бурџ Калифе у Дубаију; завршио је на четвртом мјесту у генералном пласману, 23 секунде иза Финија. Крајем фебруара возио је Волта ао Алгарве трку, гдје је хронометар на трећој етапи завршио на трећем мјесту, 11 секунди иза Квјатковског. Завршио је на 77 мјесту у генералном пласману, 16 минута и 50 секунди иза Квјатковског. Сезону је наставио на Тирено—Адријатику, гдје је остварио прву побједу у сезони, као дио тима Омега Фарма Квик—Степ, који је побиједио на екипном хронометру на отварању. Хронометар на последњој, седмој етапи завршио је на четвртом мјесту, 15 секунди иза Малорија и трку је завршио на 75 мјесту у генералном пласману, 36 минута иза побједника — Алберта Контадора.
У марту возио је Вуелта ал Паис Васко трку. На другој етапи био је члан седмочланог бијега. Напао је на 20 km до циља, што су пратили само његов сувозач — Јан Бакеланс и Горка Изагире. Бакеланс је радио за Мартина, који је напао на 11 km до циља и побиједио 30 секунди испред групе, остваривши тако прву индивидуалну побједу у сезони. Побиједио је на хронометру на последњој, шестој етапи, седам секунди испред Контадора и завршио је на 30 мјесту у генералном пласману, 19 минута иза Контадора, који је освојио трку. Сезону је наставио на Тур де Романди трци, гдје је пролог на отварању завршио на петом мјесту, четири секунде иза Квјатковског. Хронометар на последњој, петој етапи завршио је на другом мјесту, мање од секунде иза Фрума и завршио је трку на 83 мјесту у генералном пласману, 44 минута иза Фрума. Крајем маја возио је Тур оф Белгијум, гдје је побиједио на хронометру на трећој етапи, 16 секунди испред Димулена и преузео је лидерску мајицу. Остале етапе вожене су по углавном равном терену и освојио је трку другу годину заредом, 16 секунди испред Димулена.
У јуну, возио је Тур де Свис, гдје је  побиједио на прологу на отварању, шест секунди испред Димулена. Побиједио је и на хронометру на седмој етапи, 22 секунде испред Димулена и повећао је предност у генералном пласману на 28 секунди испред Димулена. На осмој етапи, успио је на последњем успону да се задржи у мањој групи која је на циљ стигла 17 секунди иза Естебана Чавеза и повећао је предност на 51 секунду испред Димулена. На последњој, деветој етапи, Руи Коста, Бауке Молема и Матијас Франк су напали на успону треће категорије и убрзо достигли возаче који су били у бијегу. Тимови Омега Фарма и Џајант Шимано радили су на челу групе са циљем да их достигну; убрзо су остали без сувозача у групи и Мартин и Димулен су радили заједно на врху групе. Смањили су заостатак на минут и 45 секунди на 14 km до циља, али је предност поново повећана и завршио је етапу два минута и 18 секунди иза Косте, који је освојио трку, док је Мартин пао на четврто мјесто у генералном пласману, минут и 13 секунди иза. Након трке изјавио је: „дао сам све од себе да се борим километар по километар и морам да будем задовољан са оним што сам могао да урадим данас“. Побиједио је на првенству Њемачке у вожњи на хронометар четврти пут, а трећи пут заредом. На првенству вожена су три круга по 14,8 km. Након завршетка првог круга, промашио је скретање за наставак другог круга, што није схватио одмах и изгубио је минут док се вратио на прави пут, због чега је на првом пролазном циљу био на трећем мјесту. У наставку је убрзао и на другом пролазном циљу био је 18 секунди испред и побиједио је 57 секунди испред Никијаса Арнта
Сезону је наставио на Тур де Франсу. Истакао је да се неће борити за што бољи генерални пласман и већ на другој етапи изгубио је десет минута. На петој етапи вожене су секције калдрме које се возе на Париз—Рубеу. Мартин је отишао у бијег, заједно са другим возачима, али је пао неколико пута. Ларс Бум је напао на 11 km до циља и остварио побједу, док је Мартин завршио на 17 мјесту, у групи која је дошла на циљ два минута иза. На деветој етапи отишао је у бијег, заједно са Алесандром де Маркијем, док се иза њих формирала група од 28 возача који су покушавали да их достигну. Направили су два минута предности, али је група смањила на минут пред успон Маркстејн. Напао је на успону, на 60 km до циља; Де Марки није могао да прати и убрзо га је достигла група иза. Мартин је повећавао предност и побиједио је два минута и 45 секунди испред Тонија Галопена, остваривши тако прву друмску побједу на Тур де Франсу, након побједа на хронометру. Другу побједу на Туру остварио је на хронометру на етапи 20, на којем је побиједио минут и 39 секунди испред Димулена. Завршио је на 47 мјесту у генералном пласману, два сата и 25 минута иза Винченца Нибалија, који је освојио свој први Тур.
У септембру, возио је Вуелта а Еспању, гдје је побиједио на хронометру на десетој етапи, 15 секунди испред Ригоберта Урана. Вуелту је напустио током етапе 15, да би се припремио за Свјетско првенство. Сезону је завршио на Свјетском првенству, гдје је возио све три дисциплине. Био је члан тима Омега Фарма Квик—Степ, који је екипни хронометар завршио на трећем мјесту, 35 секунди иза БМЦ-а и четири секунде иза Орике Грин Еџ. Три дана касније возио је хронометар. Био је најбржи на првом пролазном циљу, након 12 km, четири секунде испред Бредлија Вигинса, који је након другог пролазног циља био три секунде испред Мартина. Вигинс је повећао предност и након трећег пролазног циља, на 35 km, био је девет секунди испред. У последњих 12 km додатно је повећао предност и освојио је првенство, док је Мартин завршио на другом мјесту, 26 секунди иза. Возио је и друмску трку, гдје је био у бијегу у великој групи, али је одустао након што је достигнут.

### 2015
Сезону 2015 почео је на Дубаи Туру. Током успона, Марк Кевендиш је отпао од групе, цијели тим Етикс Квик—Степ је остао са њим, у покушају да га врате у главну групу. Групу су достигли на око 30 km до циља, а у финишу је Мартин отпао и завршио два и по минута иза. Последњу етапу завршио је минут иза главне групе, коју је одспринтао Кевендиш и освојио трку, док је Мартин завршио на 47 мјесту, четири минута иза. Крајем фебруара возио је Волта ао Алгарве, гдје је остварио прву побједу у сезони, побиједио је на хронометру на трећој етапи, мање од секунде испред Адријана Малорија и дошао је до другог мјеста у генералном пласману, 30 секунди иза Герента Томаса. На четвртој етапи изгубио је четири минута, на последњој још два минута и завршио је на 28 мјесту у генералном пласману, седам минута иза Томаса, који је освојио трку. Почетком марта возио је Париз—Ницу, гдје је пролог на отварању завршио на трећем мјесту, седам секунди иза Квјатковског. Побједу није успио да оствари ни на хронометру на последњој, седмој етапи, гдје је завршио на четвртом мјесту, 29 секунди иза Ричија Порта и трку је завршио на 38 мјесту у генералном пласману, 24 минута иза Порта.
Сезону је наставио на Вуелта ал Паис Васко трци, гдје је хронометар на последњој, шестој етапи завршио на 11 мјесту, 42 секунде иза Димулена и трку је завршио на 32 мјесту у генералном пласману, 13 минута иза побједника — Хоакима Родригеза. Сезону је наставио на Арденским класицима. На Амстел голд рејсу био је дио петорке која је покушавала да достигне бјегунце; у наставку радио је за Квјатковског, који је освојио класик, док је Мартин завршио на 77 мјесту, четири и по минута иза. На Флеш Валону провео је већи дио на челу групе, радећи за Квјатковског и завршио је на 92 мјесту, шест минута иза Алехандра Валвердеа. Другу побједу у сезони остварио је на Тур де Романдији, гдје је побиједио на хронометру на последњој, шестој етапи, 11 секунди испред Симона Шпилака и трку је завршио на 30 мјесту у генералном пласману, девет минута иза Илнура Закарина. Возио је Критеријум ди Дофине, на којем није вожен хронометар и напустио је трку у току последње, осме етапе, након чега је освојио првенство Њемачке у вожњи на хронометар пети пут, два минута и десет секунди испред Никијаса Арнта. Мартин је стартовао последњи, два минута иза Арнта, кога је обишао у току вожње.
У јулу возио је Тур де Франс. Хронометар дуг 13,8 km на првој етапи завршио је на другом мјесту, пет секунди иза Роана Дениса, пропустивши шансу да узме жуту мајицу. након етапе изјавио је: „друго мјесто ми не значи. Дошао сам овдје да побиједим и то се није десило. Веома сам разочаран. Желио сам да побиједим овдје. Све остало је велико разочарење“. На другој етапи, група се раздвојила у финишу, због јаког вјетра, Мартин је био у првој групи заједно са још пет сувозача, укључујући Марка Кевендиша и Марка Реншоа. У спринту, завршио је десети, док је Канчелара завршио трећи, испред Кевендиша и захваљујући секундама бонификације преузео је жуту мајицу, три секунде испред Мартина. На трећој етапи, није могао да прати нападе на успону Мур де Хуј и завршио је на 27 мјесту, 40 секунди иза Родригеза и Фрума. Фрум је за друго мјесто узео још шест секунди бонификације и узео је жуту мајицу секунду испред Тонија Мартина.  На четвртој етапи вожене су секције калдрме. Током етапе је пао, након чега му се пробушила гума и узео је бицикл од сувозача — Матеа Трентина, који је остао да чека други бицикл. Успио је да достигне групу, а на 7,5 km до циља, Фрум је напао, али је брзо достигнут. Мартин је напао на 3,5 km до циља, што нико није могао да прати. Побиједио је три секунде испред главне групе, коју је одспринтао Џон Дегенколб. За побједу добио је десет секунди бонификације и узео је жуту мајицу на Тур де Франсу први пут у каријери, 12 секунди испред Фрума. Након етапе изјавио је: „након што ми се пробушила гума и морао сам да промијеним бицикл, размишљао сам само да завршим етапу и да гледам ка следећим етапама. Одједном, пет километара до циља, били смо сви заједно и сви су се гледали, нико није хтио да нападне, па сам ја одлучио да покушам и некако сам нашао мало снаге и успио сам. Не знам шта се дешавало позади, само сам вукао. Не знам колико вати сам окретао, али је то било више него што сам икада урадио. Сада сам тако срећан и хиљаду пута хвала мом тиму који ме је подржавао цијеле недеље“. На шестој етапи пао је унутар 3 km до циља, након што је дотакао задњи точак једног возача Јуропкара. Сувозачи су му помогли да заврши етапу гурајући га; прошао је кроз циљ неколико минута након групе, држећи се за раме. Добио је исто вријеме као и група побједника и задржао је жуту мајицу. Рендгеном је утврђено да је поломио кључну кост и морао је да напусти Тур; није стартовао седму етапу. С обзиром на то да је завршио шесту етапу, био је и даље лидер и из поштовања према њему, Крис Фрум је одбио да носи жуту мајицу на седмој етапи.
Након што се опоравио од повреде, возио је домаћу трку, Ватенфал Сајкласик. Радио је за Кевендиша, који је пао и испао из борбе, док је Мартин завршио на 101 мјесту, осам минута иза групе коју је одспринтао Андре Грајпел. Крајем августа возио је трку у Француској, Тур де Појту, гдје је хронометар на четвртој етапи завршио на трећем мјесту, четири секунде иза Малорија и преузео лидерску мајицу. Последња етапа била је спринтерска, завршио је у групи и освојио трку, 37 секунди испред Малорија. Прије Свјетског првенства возио је класике у Француској и Канади, али ниједан није завршио, док Гран при де Фурмје није стартовао.  На Свјетском првенству, возио је све три дисциплине. Са тимом Етикс Квик—Степ освојио је друго мјесто у екипном хронометру, 11 секунди иза БМЦ-а. Три дана касније возио је хронометар. На првом пролазном циљу заостајао је 11 секунди иза Кирјенке, док је на другом пролазном циљу пао на шесто мјесто, 40 секунди иза Кирјенке. До краја изгубио је још времена и завршио је на седмом мјесту, минут и 17 секунди иза Васила Кирјенке, који је освојио првенство први пут. Након првенства истакао је да нема прави одговор, изјавивши: „био сам изненађен мојом вожњом, био сам спреман да идем по злато. Био је добар тест на екипном хронометру, али нисам могао да урадим оно што сам очекивао и стварно немам објашњење“. Возио је и друмску трку, коју је завршио на 88 мјесту, четири минута иза Петера Сагана, који је освојио прво Свјетско првенство. Сезону је завршио на класику Спаркасен Митерланд у октобру, који је завршио на 50 мјесту, 16 секунди иза групе коју је одспринтао Том Бонен.

### 2016
Пред почетак сезоне изјавио је да ће возити Ронде ван Фландерен и Париз—Рубе, са жељом да проба нешто ново. Сезону је почео на Дубаи Туру, гдје је трећу етапу завршио на 59 мјесту, два минута иза Хуана Хосеа Лобата, који је побиједио на успону. Последњу, четврту етапу, завршио је на 112 мјесту, 54 секунде иза групе коју је одспринтао Кител и трку је завршио на 72 мјесту у генералном пласману, четири минута иза побједника — Марсела Китела. У фебруару возио је Волта ао Алгарве, гдје је хронометар на трећој етапи завршио на другом мјесту, пет секунди иза Канчеларе и преузео је лидерску мајицу, три секунде испред Томаса. На последњој, петој етапи, није могао да прати групу на успону Алто де Малхао, завршио је етапу 18 минута иза и завршио је на 64 мјесту у генералном пласману, 17 минута иза Герента Томаса. Сезону је наставио на класику Омлоп хет Неувсблад, што је био први калдрмисани класик који је возио од 2008. године, када је возио Дварс дор Фландерен. Етикс Квик—Степ је предводио главну групу, Мартин је био на трећој позицији, када је пао на секцији калдрме на 60 km до циља. Морао је да промијени бицикл, након чега више није могао да помогне лидерима тима и завршио је на 92 мјесту, у групи која је на циљ стигла девет минута иза Грега ван Авермата. Почетком марта, возио је Страде Бјанке класик. Тим је радио за Здењека Штибара, који је завршио на другом мјесту, док је Мартин отпао на успону и завршио је на 77 мјесту, у групи која је на циљ стигла 24 минута иза Канчеларе, који је освојио класик трећи пут, због чега је сектор калдрме назван по њему.
Сезону је наставио на Тирено—Адријатику. Трка је почела екипним хронометром, који је Етикс завршио на другом мјесту, двије. секунде иза БМЦ-а. Хронометар на последњој, седмој етапи, завршио је на трећем мјесту, 15 секунди иза Канчеларе и завршио је на 116 мјесту у генералном пласману, 19 минута иза Ван Авермата, који је освојио трку секунду испред Петера Сагана. Током прољећа возио је Калдрмисане класике. Дварс дор Фландерен завршио је на 96 мјесту, 50 секунди иза главне групе, коју је Јенс Дебушере одспринтао, након чега је возио Е3 Харелбеке, који није завршио. Крајем марта возио је Дридагсе де Пане трку, гдје је хронометар на последњој етапи завршио на другом мјесту, мање од секунде иза Маћјеја Боднара и трку је завршио на четвртом мјесту, 35 секунди иза Вестре. Сезону је наставио на Ронде ван Фландерену, гдје је лидер тима био Том Бонен. Мартин је отпао рано и завршио је на 112 мјесту од 118 возача који су завршили трку, 13 минута иза Сагана, који је освојио Ронде по први пут. Након Рондеа возио је Париз—Рубе. На половини трке, прије секције 20 калдрме, због пада група се подијелила, након чега је Мартин напао и радио за Бонена. Убрзо је отпао и трку је завршио на 77 мјесту, у великој групи која је на циљ стигла 14 минута иза Метјуа Хејмана, који је одспринтао Бонена. Крајем маја возио је Белоисе Тур оф Белгијум, гдје је пролог на отварању завршио на другом мјесту, двије секунде иза Воута ван Ерта. На трећој етапи, два мотора су се сударила на спусту на 65 km до циља, након чега су одлетјела међу возаче; повријеђено је 19 возача, међу којима и Стиг Брукс, који је пао у кому, а етапа је прекинута. Трку је завршио на 70 мјесту у генералном пласману, шест и по минута иза Дриса Девениса. Сезону је наставио на Критеријуму ди Дофине. На отварању вожен је брдски пролог дуг 4 km, са нагибом до 19%; завршио је на 62 мјесту, минут и по иза Алберта Контадора. У наставку радио је за Данијела Мартина и трку је завршио на 65 мјесту у генералном пласману, 57 минута иза Фрума. Прву побједу у сезони остварио је на првенству Њемачке у вожњи на хронометар, гдје је побиједио минут и по испред Јаше Ситерлина и освојио је првенство по шести пут. Возио је и друмску трку на првенству. Напао је на шестом од 11 кругова, у групи у којој је још био Грајпел, што је главна група брзо достигла. До краја није било напада, отпао је од групе и завршио је на 123 мјесту, три минута иза.
У јулу возио је Тур де Франс, гдје је већ на првој етапи изгубио минут и по, док је Марк Кевендиш побиједио у спринту и узео жуту мајицу први пут у каријери. На седмој етапи отишао је у бијег, заједно са још 28 возача. Винченцо Нибали је напао на успону Капверн, али га је Мартин брзо достигао. Мати Брешел је напао на 42,5 km до циља, Мартин је отпао од водеће групе и завршио је етапу на 63 мјесту, скоро шест минута иза Ван Авермата, који је тријумфовао. На осмој етапи, главна група је достигла сваки покушај бијега у првих 60 km, након чега се издвојила група од 13 возача, међу којима је био и Мартин. Арнолд Женесон је напао на успону Кол ди Турмале, пратили су Тибо Пино и Рафал Мајка; на половини успона, Мартин је достигао водеће возаче, док је Женесон отпао. Њих тројица задржали су заједно већи дио етапе, а главна група достигла их је на успону Вал Лурон, на 30 km до циља и етапу је завршио 13 минута иза Фрума, који је побиједио. Хронометар на етапи 13 завршио је деветом 23 мјесту, два минута и пет секунди иза Тома Димулена. Након етапе изјавио је да је био превише уморан од претходне етапе, чији је циљ био на успону Мон Ванту. На етапи 16, отишао је у бијег након 10 km, заједно са сувозачем — Жилијеном Алафилипом. Многи возачи су покушавали да им се придруже, али нису успјели. Мартин је радио за Алафилипа и био је испред већи дио; направили су шест минута предности током етапе, али је група смањила на 40 секунди на 26 km до циља. Алафилип се углавном мучио да прати Мартина, а пред једини успон на трци, на 25 km до циља, дао му је свој точак и остао да чека тимско возило за нови точак.Мартин је достигнут на 22 km до циља, након чега је брзо отпао од групе. Заједно са Алафилипом, завршио је етапу на последњем мјесту, 12 минута и 20 секунди иза групе. На етапи 18 вожен је брдски хронометар, који је завршио на 75 мјесту, три и по минута иза Фрума. Етапу 20 завршио је на последњем, 175 мјесту, 36 минута иза Јона Изагиреа, који је побиједио испред Харлинсона Пантана. Тур је морао да напусти током последње, етапе 21, због непознатог бола у кољену који је осјећао. Изјавио је да је бол осјетио током етапе 20, коју је завршио, али да није могао да издржи и заврши етапу на Јелисејским пољима. Одмах након етапе отишао је Њемачку, на припреме за Олимпијске игре.
Бициклизам на Олимпијским играма 2016 у Рио де Жанеиру стартовао је друмском трком, коју је возио, али је није завршио. Четири дана касније возио је хронометар. На првом пролазном циљу заостајао је 16 секунди иза Канчеларе, док је након другог пролазног циља заостајао 50 секунди иза Роана Дениса. Завршио је на 12 мјесту, три минута и 18 секунди иза Канчеларе, који је освојио другу златну медаљу на Олимпијским играма у вожњи на хронометар, након Игара 2008. Сезону је наставио на Тур оф Бритејн трци, гдје је побиједио на хронометру дугом 15 km, три секунде испред Дениса, остваривши другу побједу у сезони, прву ван првенства Њемачке од Тур де Романдије 2015. Трку је завршио на 45 мјесту у генералном пласману, 27 минута иза Стивена Камингса. Крајем септембра возио је Енеко Тур, гдје је хронометар на другој етапи завршио на 12 мјесту, 20 секунди иза Дениса. На Свјетском првенству возио је све три дисциплине. Као члан тима Етикс Квик—Степ, освојио је трећу златну медаљу у екипном хронометру, 12 секунди испред БМЦ-а. Три дана касније возио је хронометар. Био је најбржи на сваком пролазном циљу и освојио је првенство 45 секунди испред Кирјенке. Мартин се тако изједначио са Канчеларом са по четири титуле свјетског шампиона у вожњи на хронометар. На друмској трци радио је за Грајпела и Китела. Група се раздвојила, у другој групи остали су возачи Њемачке, након чега је Мартин напустио трку. На крају сезоне прешао је у Каћушу, са којом је потписао двогодишњи уговор.

### 2017
Сезону 2017 почео је на Вуелта ла Комунитат Валенсијана трци. На другој етапи напао је на последњем успону, након спуста имао је само секунду предности испред групе, док је по равном повећао предност и побиједио је 11 секунди испред главне групе, остваривши прву побједу у Каћуши. Завршио је на 44 мјесту у генералном пласману, 12 минута иза Наира Кинтане, који је освојио трку. У фебруару возио је Волта ао Алгарве, гдје је хронометар на трећој етапи завршио на другом мјесту, четири секунде иза Хонатана Кастровијеха. Завршио је на седмом мјесту у генералном пласману, минут и 40 секунди иза Приможа Роглича, који је освојио трку. Одлучио се да вози Калдрмисане класике као и претходне године. Први класик који је возио био је Омлоп хет Неувсблад. Учествовао је у паду који се десио на врху групе, након чега је завршио на 102 мјесту, 11 минута иза Ван Авермата, који је побиједио у спринту Сагана и Ванмаркеа. Дан касније возио је Курне—Брисел—Курне. Пао је на 55 km до циља, након што је дотакао точак другог возача  у борби за позиције. Пао је на главу и неколико километара је возио док му је крв капала низ лице, а затим је напустио трку након консултације са доктором. Након трке, стављено му је шест шавова изнад десног ока. Почетком марта возио је Париз—Ницу, гдје је брдски хронометар на четвртој етапи завршио на 21 мјесту, минут и 14 секунди иза Алафилипа. Завршио је на 93 мјесту у генералном пласману, сат и 25 минута иза Серхиа Енаа, који је освојио трку двије секунде испред Контадора.
Сезону је наставио на класицима, гдје је био лидер тима, заједно са Александером Кристофом. Е3 Харелбеке завршио је на 21 мјесту, у групи која је на циљ стигла 52 секунде иза Ван Авермата, који је побиједио у спринту Филипа Жилбера и Оливера Насена, док је на Гент—Вевелгему поново пао и завршио је на 113 мјесту, 13 минута иза Ван Авермата. Возио је Ронде ван Фландерен, али је остао позади кад се група раздвојила, након чега је одустао. Изјавио је да је био болестан током трке и да је због тога напустио. На Париз—Рубеу предводио је главну групу док нису почели напади, након чега је отпао и завршио на 73 мјесту, девет минута иза Ван Авермата.
Крајем маја возио је Тур оф Белгијум, гдје је хронометар на трећој етапи завршио на другом мјесту, 14 секунди иза Матијаса Брандла, али са истим временом као Ван Ерт и остао је на другом мјесту у генералном пласману, десет секунди иза Ван Ерта. Четврту етапу завршио је на деветом мјесту, након чега је пао на треће мјесто у генералном пласману, пет секунди иза Ремија Кавање. Последњу етапу завршио је у групи и завршио је на трећем мјесту у генералном пласману, 11 секунди иза Јенса Кеукелера, који је освојио трку. Сезону је наставио на Критеријуму ди Дофине, гдје је хронометар на четвртој етапи завршио на другом мјесту, 12 секунди иза Ричија Порта. Мартин је био двије секунде испред Порта на пролазном циљу, али је у другом дијелу изгубио вријеме. Завршио је на 90 мјесту у генералном пласману, сат и девет минута иза Јакоба Фуглсанга, који је освојио трку десет секунди испред Порта. Другу побједу у сезони, а прву на хронометру, остварио је на првенству Њемачке, гдје је побиједио у вожњи на хронометар 15 секунди испред Ситерлина и освојио првенство седми пут.
У јулу возио је Тур де Франс. Тур је стартовао хронометром дугим 14 km у Диселдорфу, који је завршио на четвртом мјесту, осам секунди иза Герента Томаса, пропустивши шансу да узме жуту мајицу. Након етапе изјавио је да је навијање публике за њега било толико јако, да није могао ни да чује радио. Додао је да је на лимити и да мора да анализира зашто је завршио осам секунди иза Томаса. На етапи 15 био је члан десеточланог бијега. На првом успону, након 19 km, Мартин је отпао заједно са Матеом, Сибергом и Бургхартом. Већа група напала је из главне групе, достигла возаче испред и формирала бијег од 23 возача, у којем је био и Мартин. Мартин је напао на 64 km до циља и стекао је минут и по предности пред успон Кол де Пејра Таиладе. На успону је остао без снаге, убрзо је достигнут и завршио је на 20 мјесту, пет минута и 14 секунди иза Баукеа Молеме, који је побиједио из бијега. На етапи 20 вожен је брдски хронометар, који је завршио на четвртом мјесту, 14 секунди иза Боднара. Завршио је на 101 мјесту у генералном пласману, три сата и десет минута иза Фрума, који је освојио Тур по четврти пут.
Сезону је наставио на Бинк Банк Туру, бившем Енеко Туру, у Холандији, гдје је хронометар на другој етапи завршио на 53 мјесту, 40 секунди иза Стефана Кинга. Био је у бијегу на шестој етапи, али с обзиром на то да је заостајао минут у генералном пласману, група га је достигла и завршио је 15 минута иза. Трку је завршио на 53 мјесту у генералном пласману, 22 минута иза Тома Димулена. Последњу трку у склопу припрема за Свјетско првенство, возио је Тур оф Бритејн, гдје је хронометар на петој етапи завршио на шестом мјесту, 12 секунди иза Ларса Бума и дошао је на шесто мјесто у генералном пласману. На последњој етапи, група се раздвојила у спринту, Мартин је завршио шест секунди иза и завршио је на осмом мјесту у генералном пласману, 25 секунди иза Бума, који је освојио трку.
На Свјетском првенству возио је све три дисциплине. Екипни хронометар са тимом Каћуша завршио је на деветом мјесту, минут и 46 секунди иза Санвеба. Индивидуални хронометар се завршавао успоном дугим 3,4 km. Свјетска бициклистичка унија дозволила је промјену бицикла пред успон, тако да су сви могли да возе друмски бицикл на успону, што је давало предност брдашима над класичним хронометрашима; Мартин је изјавио да је разочаран том одлуком, додавши да му рута не одговара, али да ће дати све од себе као актуелни шампион. Након другог пролазног циља био је на петом мјесту, 16 секунди иза Димулена, који је константно повећавао предност и на четвртом пролазном циљу, након 19 km био је 32 секунде испред Мартина, који је дошао до другог мјеста. До краја, изгубио је вријеме на успону и завршио је на деветом мјесту, минут и 39 секунди иза побједника — Тома Димулена. Возио је и друмску трку, коју је завршио на 69 мјесту, два и по минута иза групе, коју је одспринтао Петер Саган и освојио је првенство трећу годину заредом. Сезону је завршио на класику Спаркасен Митерланд Ђиро, који је завршио на 121 мјесту,минут и 55 секунди иза групе коју је одспринтао Сем Бенет.

### 2018
Сезону 2018 почео је у фебруару, на класицима у Шпанији. Вуелта а Мурсију завршио је на 26 мјесту, од 39 возача који су завршили трку; завршио је у групи која је на циљ стигла четири минута иза Луиса Леона Санчеза. Дан касније возио је Класик де Алмерија, који је завршио на 81 мјесту, док је Калеб Јуан побиједио у спринту. Сезону је наставио три дана касније, на трци у Португалији, Волта ао Алгарве, гдје је хронометар на трећој етапи завршио на шестом мјесту, 27 секунди иза Томаса. На последњој етапи био је у бијегу и завршио је на 15 мјесту, док је трку завршио на 28 мјесту, пет минута иза Квјатковског. Почетком марта возио је Тирено—Адријатико, гдје је хронометар на последњој, седмој етапи завршио на 22 мјесту, 26 секунди иза Роана Дениса и завршио је на 47 мјесту у генералном пласману, 20 минута иза Квјатковског који је освојио трку.
Сезону је наставио на Калдрмисаним класицима. Е3 Харелбеке завршио је на 27 мјесту, три и по минута иза Никија Терпстре, након што се главна група раздвојила због пада. Гент—Вевелгем је завршен групним спринтом, у којем је Саган побиједио, док је Мартин завршио скоро три минута иза. Три дана касније возио је Дварс дор Фландерен. Напао је на 60 km до циља, што су пратили Алехандро Валверде и Хејнрих Хауслер. Пао је на кривини, али је успио да се врати у групу. Ван Авермат је касније напао, што су пратили Валверде и Мартин, али их је група достигла. На 25 km до циља, група се раздвојила и завршио је на 35 мјесту, два минута и 40 секунди иза Ива Лампара. Након што је Ронде ван Фландерен завршио осам минута иза Терпстре, који је побиједио, дисквалификован је са класика Шелдепрајс. Након напада, група се раздвојила, Мартин је био у другој групи. На 100 km до циља, пролазило се преко пруге; прва група је прошла безбједно, након чега су се упалила свијетла и рампа је почела да се спушта. Друга група, од 33 возача, у којој је био и Мартин, нису чекали да прође воз и подигне се рампа, већ су прошли и дисквалификовани су. Возио је Париз—Рубе, гдје је отпао рано и завршио је 13 минута иза.
У мају, по први пут у каријери возио је Ђиро д’Италију. Ђиро је први пут у историји вожен ван Европе, стартовао је хронометром у Јерусалиму, који је Мартин завршио на деветом мјесту, 27 секунди иза Димулена. На десетој етапи био је у бијегу, али након што је Естебан Чавез отпао од главне групе, појачан је темпо у групи, како се Чавез не би вратио и бјегунци су достигнути. Мартин је завршио етапу у главној групи, која је на циљ стигла 34 секунде иза Матеја Мохорича, који је побиједио нападом у финишу. На етапи 16 вожен је 34 km дуг хронометар. Поставио је најбоље вријеме на првом пролазном циљу, али је до краја изгубио вријеме и завршио је на другом мјесту, 14 секунди иза Роана Дениса. Ђиро је завршио на 110 мјесту у генералном пласману, четири и по сата иза Криса Фрума, који је освојио трећу гранд тур трку, након што је надокнадио три минута соло нападом на етапи 19, коју је Мартин завршио 43 минута иза.
Прву побједу у сезони остварио је на првенству Њемачке у вожњи на хронометар, гдје је побиједио минут и двије секунде испред Јаше Ситерлина и освојио првенство осми пут, седми пут заредом. У јулу возио је Тур де Франс, гдје је екипни хронометар на трећој етапи са тимом Каћуша завршио на деветом мјесту, 52 секунде иза БМЦ-а. Током осме етапе, учествовао је паду на 17 km до циља, могао је да настави и завршио је на последњем мјесту, 11 минута иза групе коју је одспринтао Дилан Груневеген. Након етапе, отишао је у камион са икс зрацима, које је обезбиједио ASO. Утврђено је да је доживио прелом вратних пршљенова и напустио је Тур, није стартовао девету етапу. Мјесец дана касније почео је да тренира и изјавио је да би следећи пад на леђа могао да буде фаталан.
Сезону је наставио на Тур оф Бритејн трци у септембру. На трећој етапи, напао је на 50 km до циља, продужили су му се Бен Свифт, Анђело Тулик и Џон Мулд, који су достигнути на 9 km до циља. Завршио је етапу на 111 мјесту, седам минута иза и добио је награду за најагресивнијег возача на етапи. Са тимом Каћуша, екипни хронометар на петој етапи завршио на трећем мјесту, 21 секунду иза тима ЛотоНЛ—Јумбо. Завршио је на 90 мјесту у генералном пласману, 30 минута иза Жилијена Алафилипа, који је освојио трку. На Свјетском првенству возио је екипни хронометар и хронометар. На екипном хронометру, Каћуша је била шеста након првог пролазног циља, али је у наставку изгубила вријеме и завршила је на 11 мјесту, два минута и 55 секунди иза Квик—Степ Флорса. Хронометар је био дуг 52,5 km, гдје је вожено 5 km успона. Поставио је најбрже вријеме на првом пролазном циљу, док је након успона изгубио осам секунди од Нелсона Оливеире и кроз циљ је прошао 11 секунди иза Оливеире. Након њега стартовало је шест возача, од којих је њих пет било брже од Мартина и завршио је првенство на седмом мјесту, два минута и 25 секунди иза Роана Дениса. Након трке истакао је да је седмо мјесто на првенству нешто са чиме може да живи, очекивао је више, али да није разочаран, изјавивши: „Прије свега срећан сам што сам могао да будем овдје. Потпуно сам се опоравио, без икаквог бола. Надао сам се да ће ми пауза коју сам морао да узмем можда дати мало свјежине овдје, али не знам. Осјећао сам да сам у доброј форми, не у изванредној, али доброј. Осјећао сам се добро на равном дијелу и на узбрдици која ми одговара, али на успону више сам патио него што сам стварно возио. То можда може да објасни велике разлике на врху. На крају, седмо мјесто је мјесто са којим могу да живим. Нисам разочаран, али сам се надао нечему вишем.“
Сезону је завршио на другом издању Тур оф Гуангси трке у Кини, коју је завршио на 82 мјесту у генералном пласману, девет минута иза Ђанија Москона, који је освојио трку. На крају сезоне прешао је у тим Јумбо—Визма, са којим је потписао двогодишњи уговор.

### 2019
Сезону 2019 почео је у фебруару, на Вуелта Комунитат Валенсијана трци, гдје је хронометар на првој етапи завршио на трећем мјесту, седам секунди иза Едвалда Босон Хагена. Завршио је на 76 мјесту у генералном пласману, 10 минута иза Јона Изагиреа, који је освојио трку седам секунди испред Алехандра Валвердеа. Крајем фебруара, возио је прво издање УАЕ Тура, који је настао након спајања Абу Даби Тура и Дубаи Тура. Трка је стартовала екипним хронометром, на којем је побиједио тим Јумбо—Визма, али је Мартин завршио два минута иза сувозача. Завршио је на последњем, 131 мјесту у генералном пласману, 55 минута иза сувозача — Приможа Роглича, који је освојио трку 31 секунду испред Валвердеа. Сезону је наставио на Тирено—Адријатику, гдје је са тимом Јумбо—Визма завршио на другом мјесту на екипном хронометру на првој етапи. У наставку трке, радио је за Роглича; Хронометар на последњој, седмој етапи, завршио је на 28 мјесту, 29 секунди иза Кампенартса и завршио је на 131 мјесту у генералном пласману, док је Роглич освојио трку.
У априлу, возио је Вуелта ал Паис Баско трку, гдје је хронометар на првој етапи завршио на 58 мјесту, минут иза Максимилијана Шахмана- До краја трке није био много акиван и није ишао у бјегове; у току последње, шесте етапе, напустио је трку. Сезону је наставио на Тур де Романди трци, гдје је радио за Роглича. Пролог је завршио на четвртом мјесту, четири секунде иза Јана Тратника, док је хронометар на последњој етапи завршио на петом мјесту, шест секунди иза Роглича, који је освојио трку. Мартин је у наставку сезоне возио Дридагсе ван де Пане и ЗЛМ тур, на којима није остварио побједу, а најближи је био на прологу на ЗЛМ Туру, који је завршио на трећем мјесту, иза сувозача — Јоса ван Емдена и Мика Теунисена. Другу побједу у сезони остварио је на првенству Њемачке у вожњи на хронометар, које је освојио осми пут заредом, 17 секунди испред Нилса Полита.
У јулу, возио је Туур де Франс, на којем је радио за Стивена Кројсвајка. Тур је стартовао у Бриселу; тим Јумбо—Визма је радио за Груневегена на првој етапи, међутим, он је био ухваћен у паду на 1,5 km до циља и тријумфовао је други возач Јумбоа — Мик Теунисен. На екипном хронометру на другој етапи, Јумбо је остварио другу побједу заредом, а Мартин је дошао на четврто мјесто у генералном пласману, десет секунди иза Теунисена. На трећој етапи, радио је за Теунисена у првом дијелу, након чега је отпао и завршио 14 минута иза побједника — Жилијена Алафилипа, који је преузео жуту мајицу. У наставку трке био је значајан за Кројсвајка, а на деветој етапи отишао је у бијег, на Дан Бастриље. Није успио да прати све нападе у брдима и отпао је, завршивши на 15 мјесту, седам минута иза побједника — Дерила Импија, али скоро десет минута испред главне групе. Брдски хронометар на етапи 13 завршио је на 163 мјесту, 6 минута и 45 секунди иза Алафилипа, а само су Андреј Амадор и Кејлеб Јуан били слабије пласирани, десет секунди иза; Мартин није хтио да троши енергију, како би могао да помогне Кројсвајку у борби за подијум. Ипак, дисквалификован је током етапе 17, заједно са Луком Роувом из Инеоса, због ударања и размјене псовки. Након дисквалификације, оба возача су порекла да је дошло до инцидента између њих.
Сезону је наставио на Вуелта а Еспањи. Вуелта је почела екипним хронометром, на којем је Мартинов тим, Јумбо—Визма био главни фаворит за побједу, након што је побиједио на екипним хронометрима на Ђиру и Туру. Након првог пролазног циља, на којем су поставили најбоље вријеме, возачи Јумба су пали и завршили су етапу на 18 мјесту, 40 секунди иза Астане. У наставку трке радио је за Роглича; хронометар на десетој етапи завршио је на 151 мјесту, 7 минута и 50 секунди иза Роглича. На етапи 19, на 69 km до циља, Мартин и Роглич су били међу возачима који су пали, након чега је Мартин морао да напусти Вуелту. Сезону је завршио на Свјетском првенству, гдје је возио у новој дисциплини —  мјешовитом хронометру за националне тимове, који се састоји у штафети од по три мушкарца и три жене. Мушкарци стартују први, а у тренутку када други возач пређе линију циља, стартују жене. Коначно вријеме узима се када друга жена прође кроз циљ. За Њемачку, поред Мартина возили су Јаша Ситерлин и Нилс Полит, док су женску штафету чиниле Лиза Бренар, Лиза Клејн и Мјеке Крогер. Њемачка је завршила на другом мјесту, 22 секунде иза Холандије. У вожњи на хронометар, завршио је на деветом мјесту, 2 минута и 27 секунди иза Роана Дениса.

### 2020
Сезону 2020. почео је на УАЕ Туру, који је прекинут након пете етапе, због тога што је неколико возача било позитивно на корона вирус, након чега је прекинута читава сезона у бициклизму, а трке су или одложене или отказане. У тренутку прекида, био је на 99 мјесту у генералном пласману УАЕ Тура.

## Резултати на тркама

### Резултати на гранд тур тркама
| Гранд тур трке  | 2008 | 2009 | 2010 | 2011 | 2012 | 2013 | 2014 | 2015 | 2016 | 2017 | 2018 | 2019 |
| --------------- | ---- | ---- | ---- | ---- | ---- | ---- | ---- | ---- | ---- | ---- | ---- | ---- |
| Ђиро д’Италија  | 128  | —    | —    | —    | —    | —    | —    | —    | —    | —    | 110  | —    |
| Тур де Франс    | —    | 35   | 137  | 44   | DNF  | 106  | 47   | DNF  | DNF  | 101  | DNF  | DSQ  |
| Вуелта а Еспања | —    | —    | —    | DNF  | DNF  | DNF  | DNF  | —    | —    | —    | —    | DNF  |

### Резултати на главним етапним тркама
| Етапне трке          | 2008 | 2009 | 2010 | 2011 | 2012 | 2013 | 2014 | 2015 | 2016 | 2017 | 2018 | 2019 |
| -------------------- | ---- | ---- | ---- | ---- | ---- | ---- | ---- | ---- | ---- | ---- | ---- | ---- |
| Париз—Ница           | —    | 85   | DNF  | 1    | 62   | —    | —    | 38   | —    | 93   | —    | —    |
| Тирено–Адријатико    | —    | —    | —    | —    | —    | 29   | 75   | —    | 117  | —    | 47   | 135  |
| Вуелта а Каталуња    | —    | —    | 92   | —    | —    | —    | —    | —    | —    | —    | —    | —    |
| Вуелта ал Паис Баско | —    | —    | —    | 107  | 5    | 60   | 30   | 32   | —    | —    | —    | DNF  |
| Тур де Романди       | 94   | 8    | —    | 2    | —    | 11   | 83   | 30   | —    | —    | —    | 80   |
| Критеријум ди Дофине | 98   | —    | —    | 37   | 23   | DNF  | —    | DNF  | 65   | 90   | —    | —    |
| Тур де Свис          | —    | 2    | 6    | —    | —    | —    | 4    | —    | —    | —    | —    | —    |

### Резултати на класицима
| Монументални класици | 2008 | 2009 | 2010 | 2011 | 2012 | 2013 | 2014 | 2015 | 2016 | 2017 | 2018 | 2019 |
| -------------------- | ---- | ---- | ---- | ---- | ---- | ---- | ---- | ---- | ---- | ---- | ---- | ---- |
| Милано—Санремо       | —    | —    | —    | —    | —    | —    | —    | —    | —    | —    | —    | —    |
| Ронде ван Фландерен  | —    | —    | —    | —    | —    | —    | —    | —    | 112  | DNF  | 63   | —    |
| Париз—Рубе           | —    | —    | —    | —    | —    | —    | —    | —    | 76   | 76   | 72   | —    |
| Лијеж—Бастоњ—Лијеж   | —    | DNF  | 69   | 52   | —    | —    | DNF  | —    | —    | —    | —    | —    |
| Ђиро ди Ломбардија   | —    | —    | —    | —    | —    | —    | —    | —    | —    | —    | —    | —    |
| Остали класици       | 2008 | 2009 | 2010 | 2011 | 2012 | 2013 | 2014 | 2015 | 2016 | 2017 | 2018 | 2019 |
| Омлоп Хет Неувсблад  | —    | —    | —    | —    | —    | —    | —    | —    | 92   | 102  | —    | —    |
| Курне—Брисел—Курне   | —    | —    | —    | —    | —    | —    | —    | —    | —    | DNF  | —    | —    |
| Страде Бјанке        | —    | —    | —    | —    | —    | —    | —    | —    | 77   | —    | —    | —    |
| Е3 Харелбеке         | —    | —    | —    | —    | —    | —    | —    | —    | DNF  | 21   | 27   | —    |
| Гент—Вевелгем        | —    | —    | —    | —    | —    | —    | —    | —    | —    | 113  | 28   | —    |
| Амстел голд рејс     | 146  | 98   | 105  | —    | —    | —    | 72   | 77   | DNF  | —    | —    | —    |
| Флеш Валон           | OTL  | 67   | 50   | 92   | —    | —    | —    | 88   | —    | —    | —    | —    |
| Шелдепрајс           | 105  | —    | —    | —    | —    | —    | —    | —    | —    | —    | DSQ  | —    |

### Резултати на Олимпијским играма
| Олимпијске игре     | 2008 | 2012 | 2016 |
| ------------------- | ---- | ---- | ---- |
| Друмска трка        | —    | DNF  | DNF  |
| Вожња на хронометар | —    | 2    | 12   |

### Резултати на Свјетском првенству
| Свјетско првенство у друмској вожњи       | 2008 | 2009 | 2010 | 2011 | 2012 | 2013 | 2014 | 2015 | 2016 | 2017 | 2018 | 2019 |
| Друмска трка                              | —    | DNF  | DNF  | 166  | —    | —    | DNF  | 88   | DNF  | 69   | —    | —    |
| Вожња на хронометар                       | 7    | 3    | 3    | 1    | 1    | 1    | 2    | 7    | 1    | 9    | 7    | 9    |
| Екипни хронометар                         | —    | —    | —    | —    | 1    | 1    | 3    | 2    | 1    | 9    | 11   | —    |
| мјешовити хронометар за националне тимове | —    | —    | —    | —    | —    | —    | —    | —    | —    | —    | —    | 2    |

### Резултати на националном првенству
| Првенство Њемачке   | 2008 | 2009 | 2010 | 2011 | 2012 | 2013 | 2014 | 2015 | 2016 | 2017 | 2018 | 2019 |
| ------------------- | ---- | ---- | ---- | ---- | ---- | ---- | ---- | ---- | ---- | ---- | ---- | ---- |
| Друмска трка        | 14   | —    | 4    | 68   | —    | 39   | 50   | —    | 124  | —    | 160  | —    |
| Вожња на хронометар | 3    | 2    | 1    | 2    | 1    | 1    | 1    | 1    | 1    | 1    | 1    | 1    |

| —   | Није учествовао       |
| DNF | Није завршио          |
| DSQ | Дисквалификован       |
| OTL | Ван временског лимита |